# Paper (revista)
Paper, estilizada como PAPER, es una revista independiente con sede en Nueva York que se centra en la moda, la cultura popular, la vida nocturna, la música, el arte y el cine. Modelos de portadas anteriores incluyen a Kim Kardashian, Demi Lovato, Katy Perry, Miley Cyrus, Prince, CL y Jennifer Lopez. 
Paper fue fundada y lanzada en 1984 por los editores Kim Hastreiter y David Hershkovits (con Lucy Sisman, Richard Weigand) como un desplegable en blanco y negro de 16 páginas. La producción se realizó en las oficinas de The New York Times. La revista se ha convertido en una revista impresa y digital mensual.
Se sabe que celebridades como Cyrus y Kardashian posan desnudas para sus portadas.

## «Break The Internet»
En noviembre de 2014, Kim Kardashian fue la estrella de la portada del número «Break the Internet».  Kardashian fue entrevistada por la colaboradora de Paper, Amanda Fortini, por la difusión «No Filter: An Afternoon with Kim Kardashian». Las fotos del número fueron tomadas por Jean-Paul Goude. El rodaje fue una recreación del «Champagne Incident» de Goude, una serie de fotografías de su libro de 1982, Jungle Fever. La foto de portada, al igual que el resto, presenta un Kardashian completamente desnuda.
Desde que se publicó la historia, ha recibido 34,147,700 vistas de página únicas, que es más del doble de la cantidad de vistas de página que Paper normalmente recibe anualmente.

## «#BreakTheRules»
En marzo de 2017, Rihanna estuvo en la portada de la revista Paper para el número «#BreakTheRules». Rihanna fue diseñada por Shannon Stokes y Farren Fucci que querían que Rihanna pareciera una «vendedora de alta costura en una bodega del futuro». El rodaje fue fotografiado por Sebastian Faena.

## ExtraExtra
Paper Communications también es propietaria de ExtraExtra, una empresa de marketing, planificación de eventos y producción. Sus clientes van desde Nine West hasta Hewlett-Packard.